# Lucien Rougerie
Pour les articles homonymes, voir Rougerie.
Lucien Rougerie, né le 5 décembre 1885 à Limoges et mort à Toussus-le-Noble le 12 décembre 1929, est un aviateur français à l'origine de la mise au point du pilotage sans visibilité (PSV) afin d'améliorer la sécurité aérienne dans le cadre de vols sans visibilité extérieure. Il fut notamment l'un des grands collaborateurs d'Henri Farman qui le nomma directeur de l'aérodrome de Toussus-le-Noble en 1914

## Biographie

### Jeunesse
Lucien fréquente le lycée de Limoges avant de rejoindre la fabrique de son père, Pierre Rougerie, où il se voit confier la mise au point et la surveillance des machines de l'atelier mécanique. Parallèlement, il pratique l'art (dessin et peinture) et est un sportif accompli (bicyclette, moto, automobile, voile et natation). L'innovation mécanique que constituent les aéroplanes l'attire rapidement, il obtient le 30 novembre 1911 son brevet (n°687) de pilote d'aéroplane sur un appareil du constructeur Henri Farman[réf. souhaitée].

### Carrière chez Farman
Engagé comme pilote par les frères Farman, fondateurs en 1908 d'une société de construction aéronautique, sa force tranquille, son sens de l'organisation et ses connaissances techniques le font nommer directeur de l'aérodrome de Toussus-le-Noble en 1914. Avec l'essor de l'aviation militaire lors de la Grande Guerre, Rougerie est chargé d'installer plusieurs aérodromes Farman sur le territoire[réf. souhaitée]. 
De 1918 à 1922, il travaille sur un avertisseur optique de crevaison et de dégonflement des pneumatiques notamment applicable aux voitures automobiles (brevet n°545373 du 19 juillet 1922) et commence à s'intéresser aux moyens techniques embarqués susceptibles de renseigner les pilotes sur leur situation en vol[réf. souhaitée].
Devenu Directeur général des aérodromes Farman, c'est en 1928 qu'il met au point la méthode d'apprentissage du pilotage sans visibilité. Placé « sous capote », c'est-à-dire enfermé dans une coupole opaque, sur un avion d'entraînement (un F.71 puis un Goliath de chez Farman), le pilote « aveugle » doit se fier non plus à son intuition mais aux instruments de bord, sous la surveillance d'un autre pilote, moniteur placé à l'air libre au poste arrière, avec lequel il est en contact par téléphone[réf. souhaitée]. 
Rougerie a aussi l'ingénieuse idée de fabriquer un « banc d'essai au sol » (voir photo), ancêtre du simulateur de vol, qui contribuera au succès de l'école de pilotage qu'il crée la même année, avec le soutien des frères Farman, à l'aérodrome de Toussus-le-Noble. Cette école accueillera nombre d'élèves français et étrangers, pour les initier au vol sur instruments"[réf. souhaitée].

### Décès
Lucien Rougerie trouva la mort dans un accident sur l'aérodrome de Toussus le 12 décembre 1929, écrasé par la porte d'un hangar après qu'une brusque tempête en a arraché le toit. (Maurice Farman, avec lequel il discutait, eut tout juste le temps de se jeter en arrière lorsque la porte s'abattit sur eux). 
Ses obsèques eurent lieu en l’église Notre-Dame de Versailles, en présence de Maurice Farman, du général Barrès, représentant le ministère de l’Air, du général Hirschauer, du préfet de Seine et Oise, des directeurs et chefs de service des établissements Farman, du personnel de Toussus et d’innombrables pilotes[réf. souhaitée].
Lucien Rougerie, chevalier de la Légion d’honneur a reçu le prix de l'Union pour la sécurité en aéroplane. La grande médaille de Vermeil de l'Aéro Club de France lui a été décernée en 1929  « pour sa contribution à la sécurité aérienne »[réf. souhaitée].

## Méthode d'apprentissage du pilotage sans visibilité (PSV)

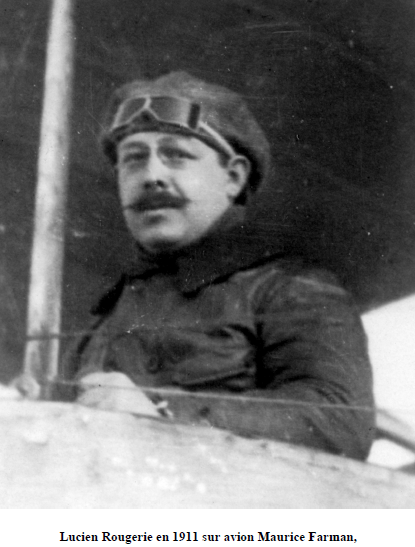

Depuis les débuts de l'aviation, les manœuvres et l'orientation de l'avion se font d'une part grâce aux sensations du pilote et de l'autre  par le seul repère visuel stable : le sol. Il existait pourtant un appareil censé aider à la localisation, le contrôleur de vol Badin-Pioneer, construit par la maison Badin sur indications de René Labouchère (1890-1968), lui-même breveté pilote à l'âge de vingt ans, qui avait déjà mis au point l'indicateur gyroscopique de virage Pioneer peu de temps auparavant. Ce contrôleur de vol, plus communément appelé le « badin », comprenait :
- un indicateur de vitesse Badin pour la position longitudinale,
- un indicateur de virage Pioneer pour les changements de direction,
- et un indicateur de pente latérale matérialisée par un niveau à bille pour la position latérale[réf. souhaitée].

Bien que l'appareil fut monté sur la plupart des avions, il ne fut pour ainsi dire pas utilisé, soit qu'il fût envoyé sans notice, soit que celle-ci fût mal rangée et ignorée. Or cet appareil nécessitait d'être bien installé pour fonctionner correctement, au risque de voir apparaître des indications fantaisistes (le rotor du gyroscope était entraîné par une pompe de Venturi, qui la plupart du temps n'était pas montée...). Et lorsque l'appareil fonctionnait, il allait à l'encontre des sensations du pilote que celui-ci préférait suivre plutôt que des indications contraires. Ainsi, quand dans un nuage un avion virait à droite, la force centrifuge amenait le pilote à ressentir un virage à gauche, qu'il tentait de compenser en virant davantage à droite, ce qui pouvait amener des situations inattendues, comme lorsque le pilote Lucien Coupet, en route pour l'Espagne, vit le gâteau de riz qu'il réservait à ses amis espagnols se coller au plafond alors qu'il pensait son appareil stabilisé. Il n'était pas rare de sortir d'un nuage complètement désaxé, virant d'un côté plutôt que de l'autre, voire la tête en bas[réf. souhaitée].

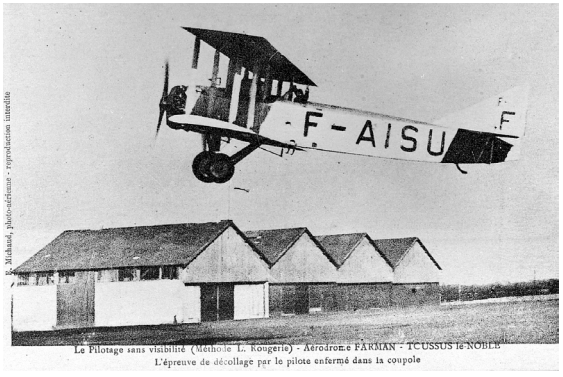
avion école F-40 Farman

C'est l'expérience que fit Rougerie à l'hiver 1928. Volant sur un Farman F.40, il se retrouve pris dans des nuages et, sans visibilité, décide de s'en remettre uniquement aux instruments et non à ses sensations (par chance le badin était bien installé), ce qui lui demande du calme et de la concentration. À sa grande surprise, il sort du nuage en parfaite stabilité. Dès son retour, il compare son expérience à celle de pilotes présents à l'aérodrome de Toussus-le-Noble. Ceux-ci lui confirment avoir déjà pénétré dans un nuage et "avoir expérimenté des sorties en positions anormales, des changements de cap inexplicables et même des pertes de contrôle".   

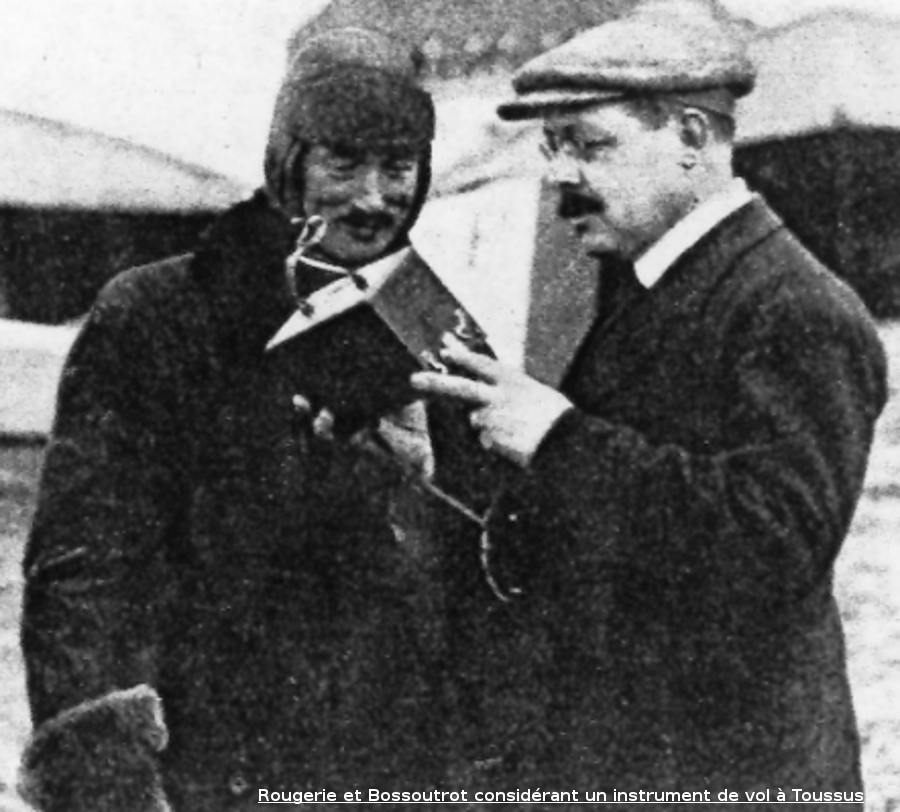
Bossoutrot et Rougerie à Toussus-le-Noble

Rougerie demande alors aux frères Farman l'autorisation de proposer une formation de pilotage sans visibilité, se rendant compte que des appareils bien réglés sont une solution possible aux vols sans visibilité. Conscient de l'avantage prodigué par des pilotes capables de voler à la fois de nuit comme par temps de brouillard ou de pluie battante, la proposition est immédiatement acceptée. En effet, en 1927, 46% des accidents aériens sont dus à ces conditions météorologiques. Outre Coupet, Lalouette Chailloux, Salmon, Risser et Burtin, déjà cités, d'autres pilotes furent consultés pour mettre au point cette méthode de « pilotage à l'aveugle », tels Bossoutrot, Chine, Robin, Charpentier, Dufour, Genin, Givon, Rouyé...  Parmi eux, des pilotes de la Grande Guerre, passés ensuite à l'aviation commerciale, possédaient déjà une sérieuse expérience de vols dans des conditions météorologiques dangereuses. Rougerie recueillit attentivement les avis de ces virtuoses du «manche à balai» qui, rescapés après tant d’années et plusieurs milliers d’heures de risques encourus (combats aériens, pannes en plein vol, atterrissages d’urgences avec casse et meurtrissures...) méritaient qu’on s’occupât sérieusement de leur sécurité.  

Voici comment Lucien Coupet relate le début des expérimentations de Rougerie : 
« Monsieur Rougerie décida d'essayer d'analyser les phénomènes en comparant le vol sans visibilité extérieure conduit d'après les sensations et le même vol conduit aux instruments. Pour cela un avion école F.71, dont la principale qualité n'était pas la stabilité, fut rapidement équipé d'une coupole qui supprimait toute visibilité au poste avant, le vol pouvant être contrôlé du poste arrière. Les deux postes comportaient les mêmes instruments et, sur le F.71 en question, le contrôleur de vol [le badin] était correctement monté. 
Nous servirent de cobaye Lalouette, Burtin et moi, avec quelques pilotes des lignes Farman, Chailloux en particulier. Très vite, on constata que :
- contrairement à ce que pensait la majorité des pilotes d'alors, un pilote était incapable de conduire correctement un avion, si la visibilité extérieure est nulle, en se fiant à ses seules sensations qui, spécialement en virage, sont à l'inverse de la réalité. Un commencement de virage à gauche par exemple donne une sensation de virage à droite, d'où correction erronée accentuant le virage jusqu'à incliner dangereusement l'avion ;
- les instruments créés pour remplacer la visibilité étaient sans effet si les pilotes restaient persuadés que leurs sensations représentaient la réalité ;
- qu'en revanche, le même pilote faisant abstraction de ses sensations et utilisant les instruments de bord pouvait, au prix d'un simple entraînement, piloter sans visibilité extérieure dans des conditions de sécurité satisfaisantes ;
- un entraînement spécial était nécessaire pour donner au pilote de nouveaux réflexes conditionnés par les indications des instruments ;
- cet entraînement devait être donné dans un centre de formation où les pilotes trouveraient la possibilité de voler dans des conditions du vol sans visibilité avec la sécurité normale de vol. »

Voici un extrait d'un rapport du capitaine Bogard, en 1928 :
« 24 avril – 25 minutes de vol avec M. Burtin, moniteur. Je m’applique à ne regarder que l’indicateur de virage et le compas. De temps en temps le badin. Dans ces conditions, je maintiens mieux l’avion, mais le manque d’habitude de naviguer au compas me fait faire constamment des changements de cap. »
Pour parfaire l'apprentissage, Rougerie développe en parallèle le premier simulateur de vol, spécifiquement sans visibilité pour apprendre au pilote à s'en remettre aux instruments, qu'il nomme « banc d'entraînement au sol ». Philippe Courtois, dans la revue Icare n° 82, décrit ainsi le procédé 

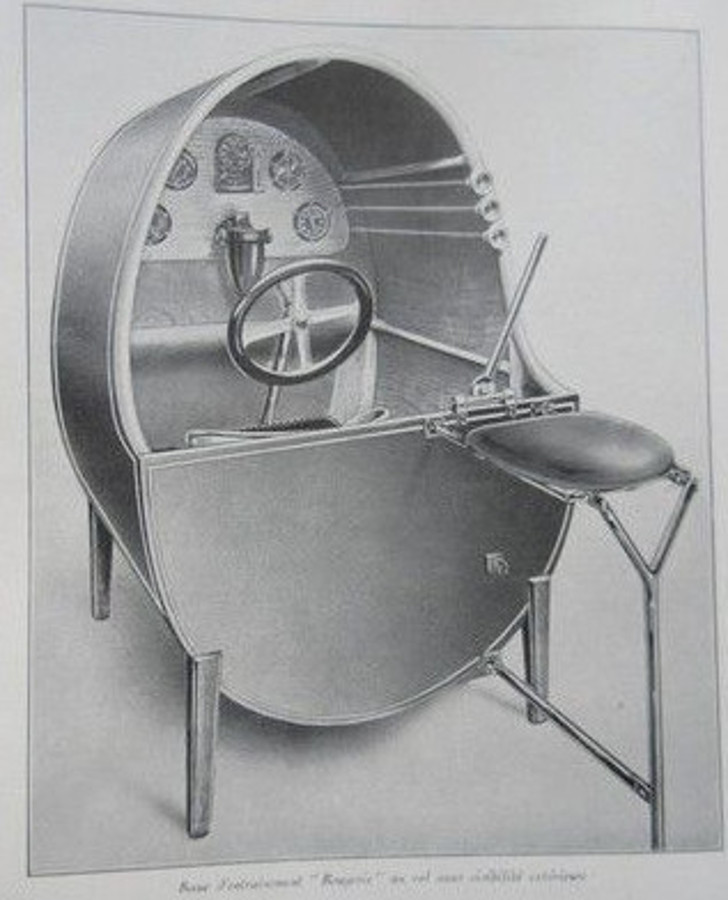
Banc d'entraînement au sol

« C'était un prototype encore primitif, l'élève était placé dans une petite guérite et s'affairait du manche et du palonnier à ramener au zéro les aiguilles de ses cadrans, tandis que le moniteur placé derrière lui manœuvrait sournoisement des robinet perturbateurs. »
Lucien Coupet, qui a pu bénéficier en premier des cours dispensés par Rougerie, s'en souvient en ces termes :
« Voici le programme d'instruction de l'école tel que je l'ai conservé :
- théorie sur les instruments ;
- éléments de navigation ;
- 2 à 3 heures d'entraînement au banc ;
- vol sur F.71

1. prise en mains, vol à découvert,
2. vol sous capote, tenue avion, essais de lignes droites et virages,
3. perfectionnement lignes droites,
4. virages et changements de caps,
5. décollages sous capote. Il fallait en réussir 10 au cours de l'entraînement,
6. essais de montée, virages à gauche et à droite à la descente,
7. manœuvres sur variation rapide de la puissance,
8. virages et lignes droites, demi-tour et retour au point de départ,
9. voyage en circuit suivant itinéraire préparé,
10. vol réel dans les nuages,

- vols sur Goliath

1. décollages,
2. différentes manœuvres, montées rapides, tenue de cap, virages,
3. vol aux instruments sur un moteur. »

### Portée de la méthode
Les pilotes sollicités par Rougerie pour expérimenter le vol aux instruments furent unanimes pour juger que c’était là un progrès indéniable dans la tenue de route et le contrôle des mouvements de l’avion, donc la sécurité, et pour souligner la nécessité de s’y former en renonçant aux tendances empiriques[réf. souhaitée].
Extraits de leurs témoignages (rapportés par Rougerie lui-même dans son fascicule) :
Chailloux : « Contrairement à ce que beaucoup de pilotes pensent, on ne pilote pas un avion à la sensation. Sans instrument d’indication de vol, un pilote traversant un nuage, du brouillard ou de la neige, ignore totalement la position de son appareil. »
Lalouette : « Les instruments de vol seuls permettent de se rendre compte de la position que l’appareil a prise et d’assurer ainsi la stabilité de l’avion. »
Burtin : « ...l’entraînement au pilotage uniquement par les instruments est indispensable à tout pilote susceptible de voyager sans visibilité, afin de pouvoir continuer son vol en toute sécurité, ayant constamment sous les yeux la position réelle de son appareil. »
Salmon : « On doit obéir aveuglément aux instruments, et non piloter en voulant commander ceux-ci. »
Dufour : « Cette méthode transforme un pilote en lui donnant de nouveaux réflexes. »

Nombre de pilotes français mais également étrangers vinrent suivre une formation à l'école de Toussus-le-Noble. Un certain H. J. White, chef pilote de Sikorsky (États-Unis) y fut breveté après avoir suivi la formation avec Burtin. Dans le journal Aviation, il témoigna sur son stage en concluant "on ne peut s'appeler pilote sans connaître le p.s.v". Il en fit d'ailleurs la démonstration par mauvais temps réel au général Gilmore, chef d'état-major de l'US Air Force, afin d'introduire cette méthode au Curtiss Flying Service. Les États-Unis furent d'ailleurs le premier pays étranger à s'intéresser à ce procédé. Lucien Coupet en témoigne à  propos du « banc d'entraînement au sol »[réf. souhaitée] :
« Des Américains venus en stage observèrent avec soin l'appareil puis déclarèrent en repartant, avec un cynisme made in U. S. : "Nous reviendrons pour vous le vendre ", et c'est ce qui arriva plus tard, au prix du dollar bien entendu. L'espionnage industriel est aussi vieux que l'Homme . » 
En effet, les militaires américains s'ingénièrent à améliorer grandement de leur côté cet ancêtre du link-trainer.

En France, la pratique de la méthode d'apprentissage Rougerie se généralisa rapidement jusqu'à s'imposer internationalement, comme le mentionne Philippe Courtois[réf. souhaitée] :
« Entraînés par les pilotes de Toussus, ceux du Bourget formèrent bientôt la plus fine équipe du terrain et d'ailleurs jusqu'au jour où les nouveaux procédés furent entièrement généralisés. Les chefs pilotes des autres compagnies passèrent à leur tour, puis virent les grands as de tous les pays, pilotes de records et de raids, pour qui cet enseignement faisaient désormais partie intégrante de la formation d'un pilote "complet . »
Les pilotes de chez Farman firent dès 1927 toute une série de présentations aériennes pour démontrer aux responsables militaires l'utilité du PSV. Et les avis furent unanimement favorables, celui notamment de la Commission des essais pratiques de Villacoublay qui encouragea vivement Rougerie à ouvrir son école, jugeant que tous les pilotes devaient être formés au vol sans visibilité. Au 1er novembre 1928, 50 pilotes avaient déjà été entraînés, et bien d'autres allaient suivre. Dans son rapport, Bogard conclut[réf. souhaitée] :  

« Cet entraînement augmente la confiance dans les instruments de bord et doit permettre de voler correctement sans ligne d’horizon. »  

Ce que ne manque pas de confirmer l'aviateur Maurice Noguès dans une lettre envoyée à Farman : 
« Je profite de cette occasion pour vous dire combien j'ai été intéressé par cette méthode qui, jointe à une bonne liaison de T. S. F., résout à mon avis de la façon la plus complète la question des nuages dans la mauvais temps, nuages, pluies denses ou brumes. Grâce à elle les pilotes ne peuvent plus redouter comme par le passé de s'engager dans un temps incertain et ils pourront le faire en toute sécurité. Je constate que cette méthode est le complément indispensable du pilote bien préparé et j'estime que la passation du brevet de la P. S. V. devrait être imposée pour la délivrance du brevet de pilote. »
Le pilote Gaston Génin et son radio navigant Albert Aubert, passés par l'école de Rougerie, innoveront à leur tour en mettant au point la méthode ZZ (nom du signal transmis par un opérateur au sol), permettant des atterrissages par visibilité quasi nulle. Nombreuses sont les innovations qui, depuis son précurseur, ont perfectionné le PSV, accompagnant les autres progrès techniques des aéronefs[réf. souhaitée].
Ce nouvel aspect de la sécurité aérienne permit d'améliorer la régularité des vols commerciaux, à tel point que, paradoxalement, les vols par mauvaises visibilité se banalisant, un nouveau problème survint, celui de l'encombrement des routes aériennes et la saturation de certains aéroports, augmentant sensiblement le risque de collision non seulement sur le tarmac, mais aussi en vol, le pilotage sans visibilité excluant de prévenir visuellement la rencontre avec un appareil approchant. En 1932, une charte d'accès sera édictée afin de réguler le trafic aérien, notamment aux abords des aéroports[réf. souhaitée].